# Arbre de la laïcité

Logo de la campagne L'Arbre de la Laïcité

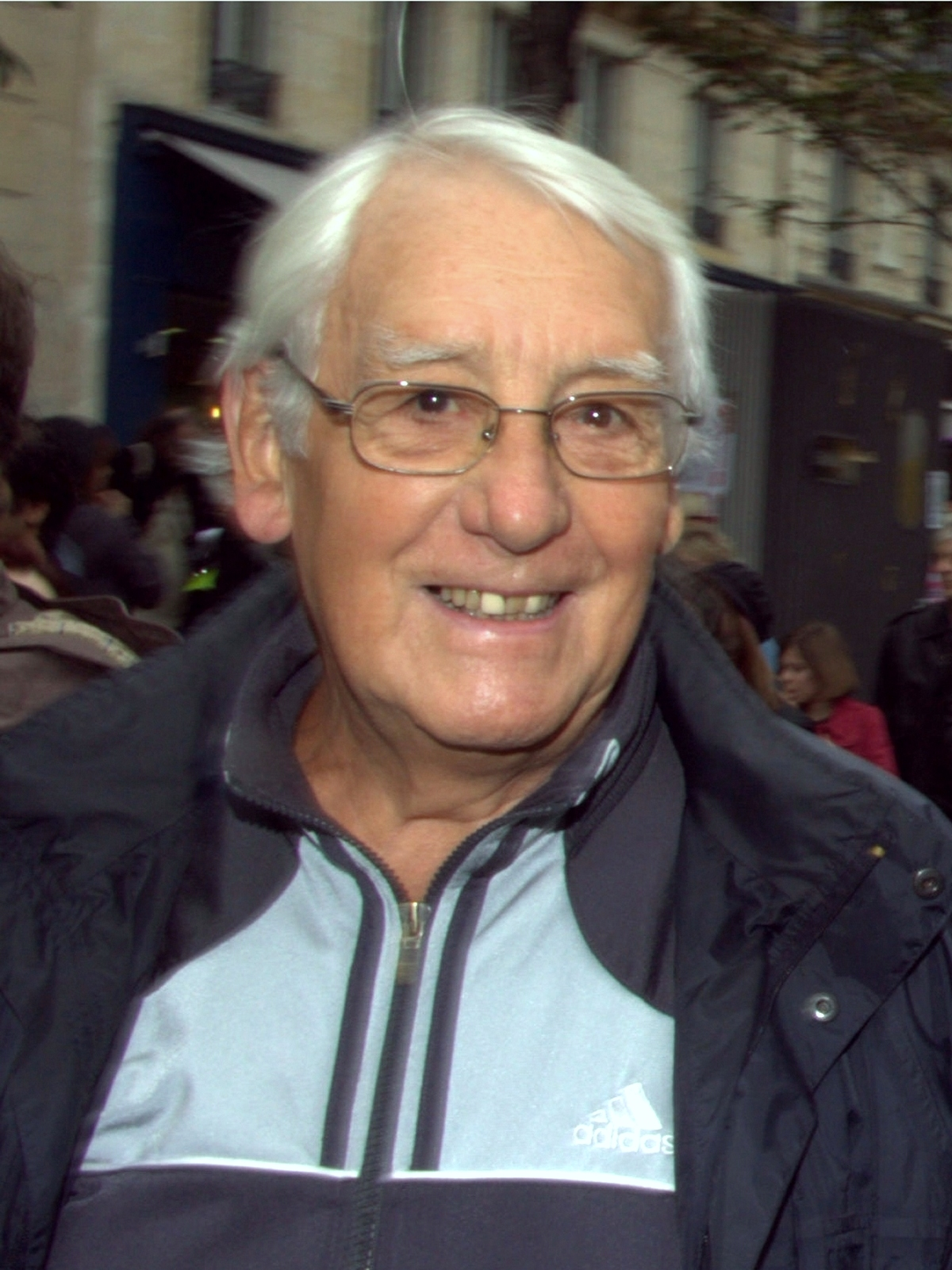
Guy Georges, instituteur et syndicaliste laïque, initiateur de l'arbre de la laïcité.

L'Arbre de la laïcité est un arbre planté en France pour célébrer l'anniversaire de la Loi du 9 décembre 1905 de séparation des Églises et de l'État.
Le premier Arbre de la laïcité a été planté le 19 juin 2010 à Créon (33) d'après une idée et sur l'initiative de Guy Georges,, instituteur syndicaliste et militant anticlérical de gauche, membre de la Libre-pensée, ancien secrétaire général du Syndicat national des instituteurs, et avec le soutien du club socialiste Gauche Avenir. 
Depuis cette date, l'arbre peut être planté à l'initiative de maires communistes ou socialistes, de loges maçonniques,
mais aussi à l'initiative d'organisations laïques comme le Lions Clubs ou l'Union des familles laïques avec le soutien des responsables locaux, au cours d'une cérémonie officielle.

## Source d'inspiration

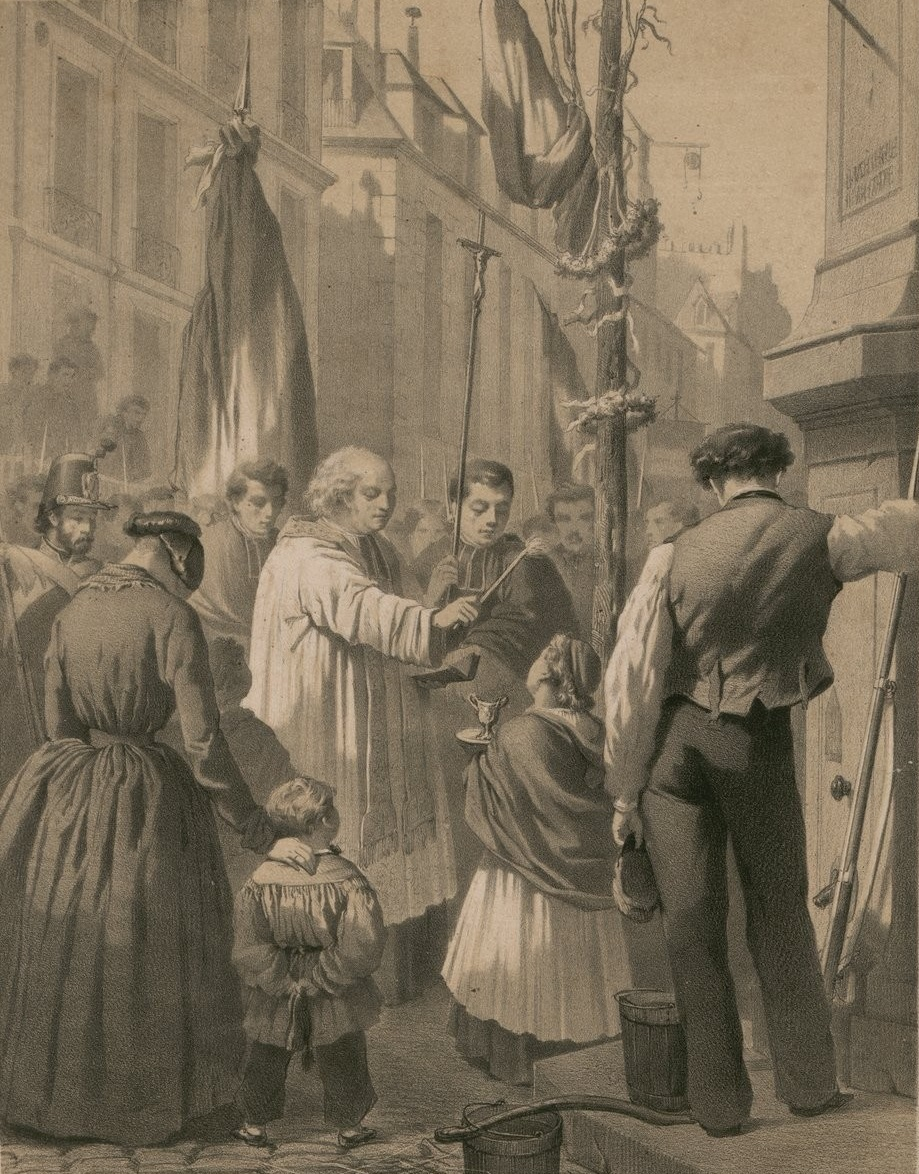
Bénédiction d'un « arbre de la Liberté » par un prêtre catholique, pendant la République de 1848.

Les Arbres de la laïcité s’inspire des Arbres de la liberté, plantés en grand nombre lors de la Révolution française puis de la Révolution de 1848. 
Le premier "Arbre de la liberté" (Liberty Tree en anglais) a été planté à Boston aux États-Unis en 1765, par défiance envers le gouvernement britannique, pour protester contre la hausse des impôts et contre l'instauration d'un timbre fiscal généralisé : le Stamp Act. Cette loi fut aussi interprétée comme une forme de censure de la presse, le timbre fiscal touchant également tous les journaux publiés. La révolte des américains contre le pouvoir britannique aboutira quelques années plus tard sur la guerre d'indépendance des États-Unis.
En France, historiquement, les arbres de la liberté marquaient l'attachement au nouveau régime politique républicain.

## Photographies d'arbres de la laïcité

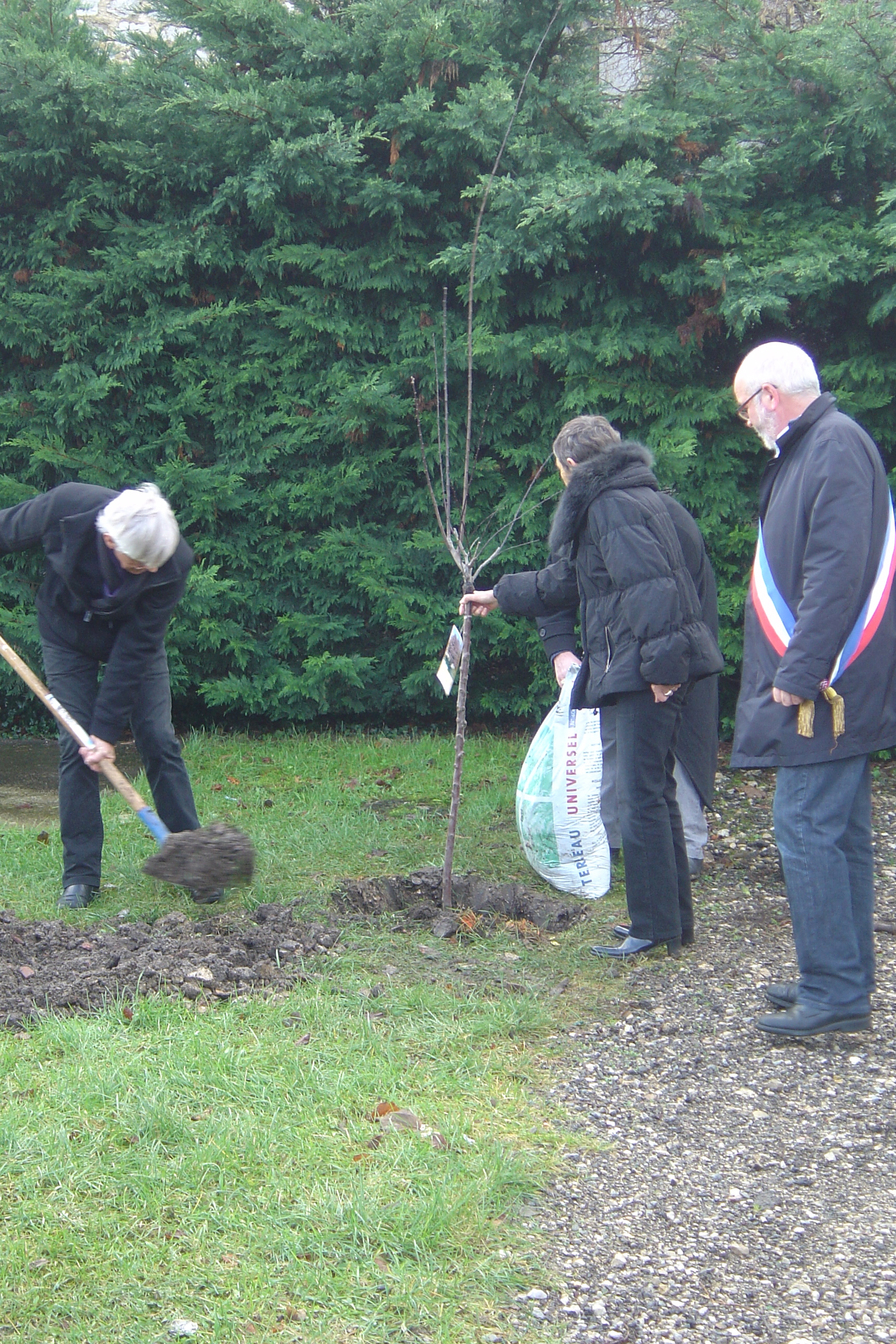
Aiglepierre (Jura)
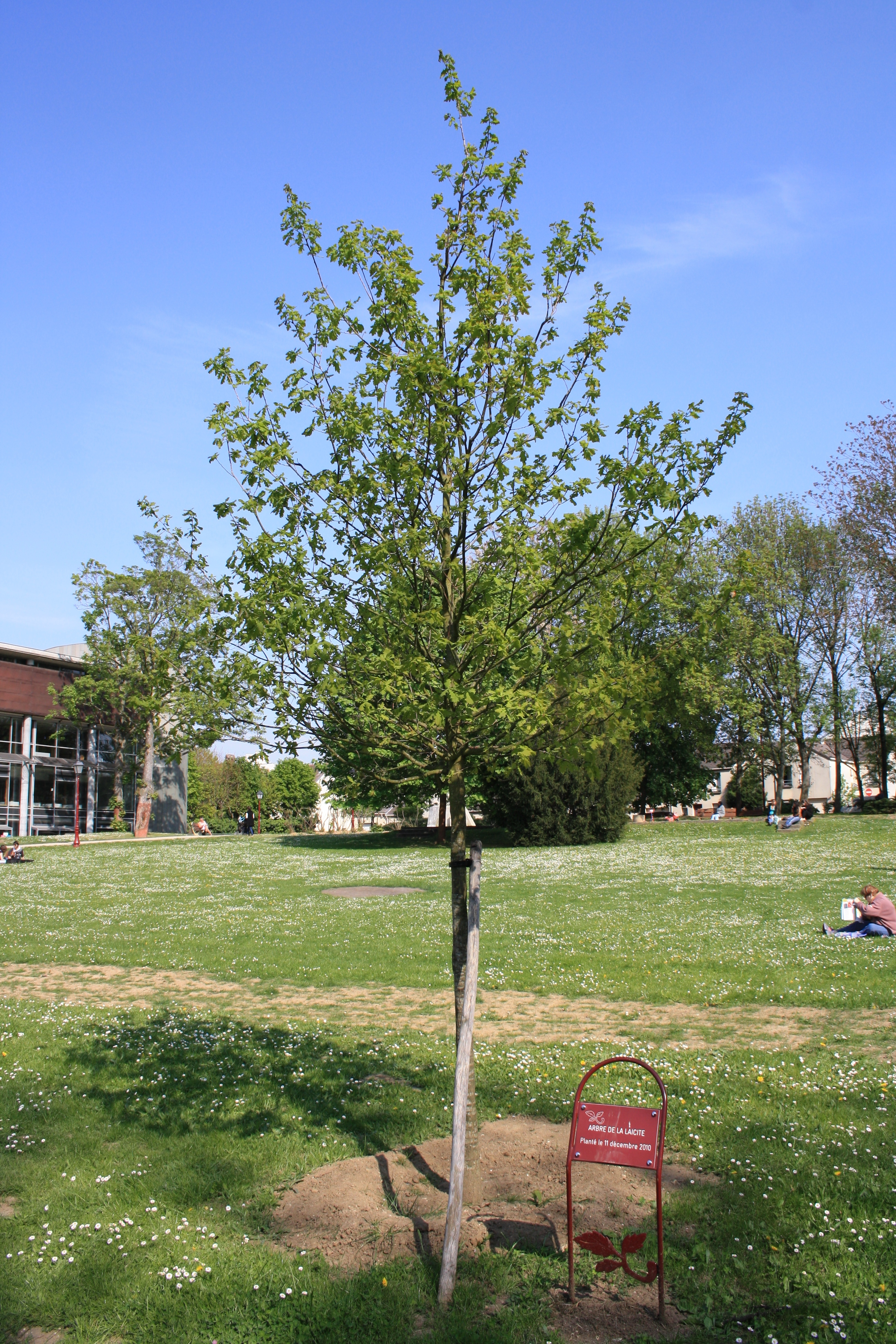
Fresnes (Val-de-Marne) Parc André Villette
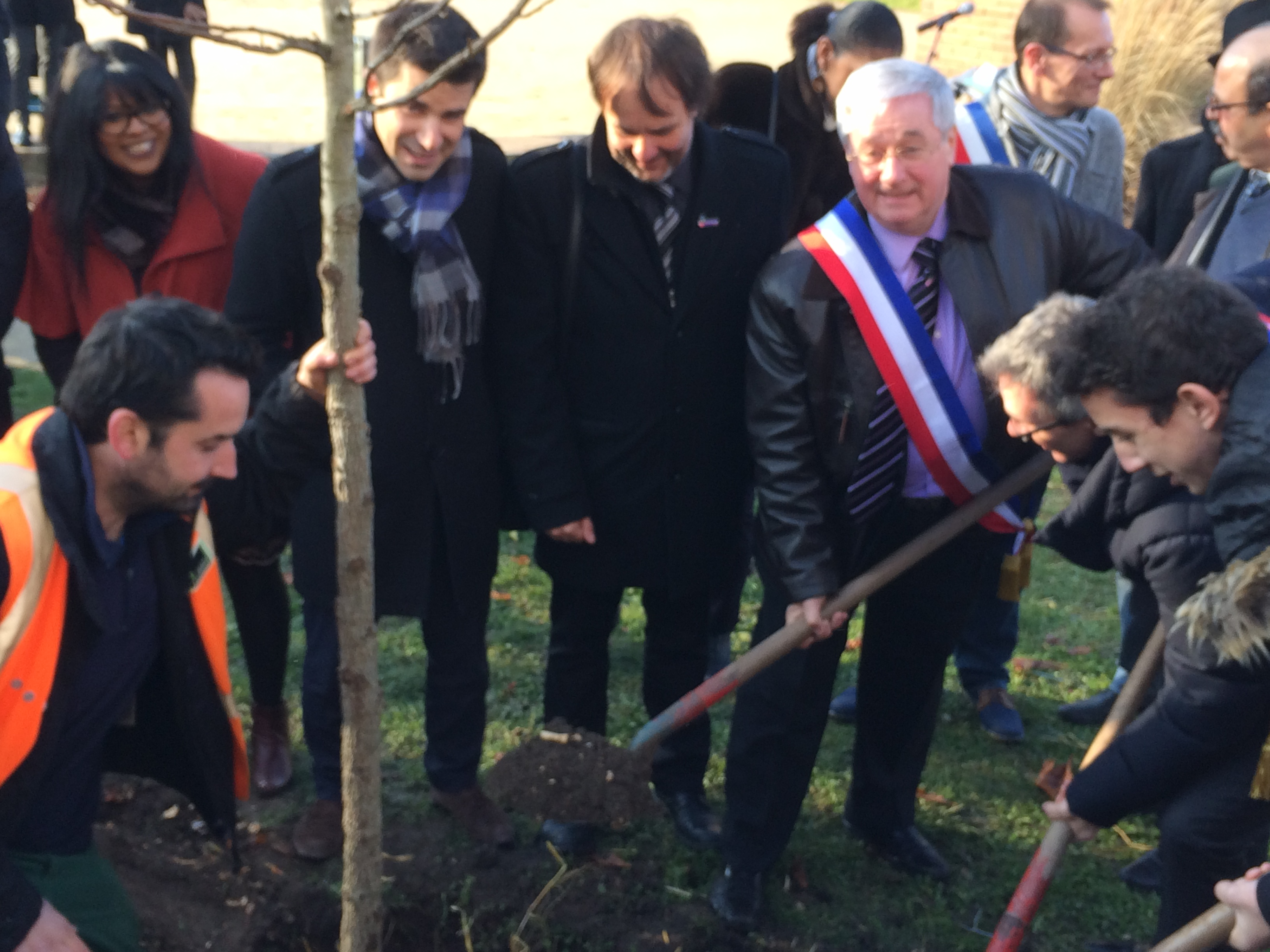
Pierrefitte-sur-Seine (Seine-Saint-Denis)
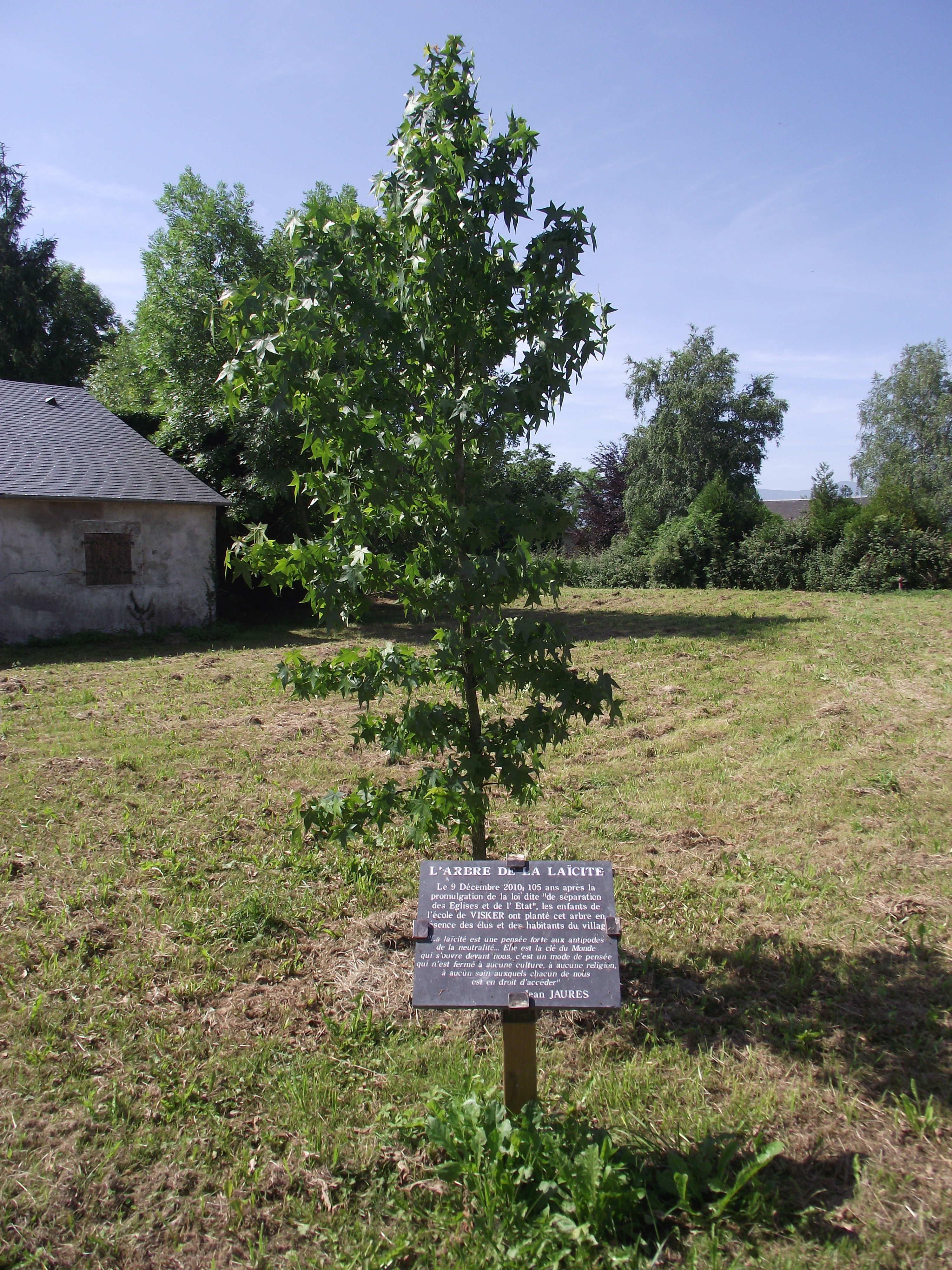
Visker (Hautes-Pyrénées)

## Liens